# Вернерсберг
Вернерсберг (нем. Wernersberg) — община в Германии, в земле Рейнланд-Пфальц. 
Входит в состав района Южный Вайнштрассе. Подчиняется управлению Аннвайлер ам Трифельс.  Население составляет 1117 человек (на 31 декабря 2010 года). Занимает площадь 8,03 км².